# Ferrari LaFerrari
Ferrari LaFerrari è un'autovettura sportiva ad alimentazione ibrida prodotta dalla casa automobilistica italiana Ferrari dal 2013 al 2018, erede della Ferrari Enzo.

## Contesto

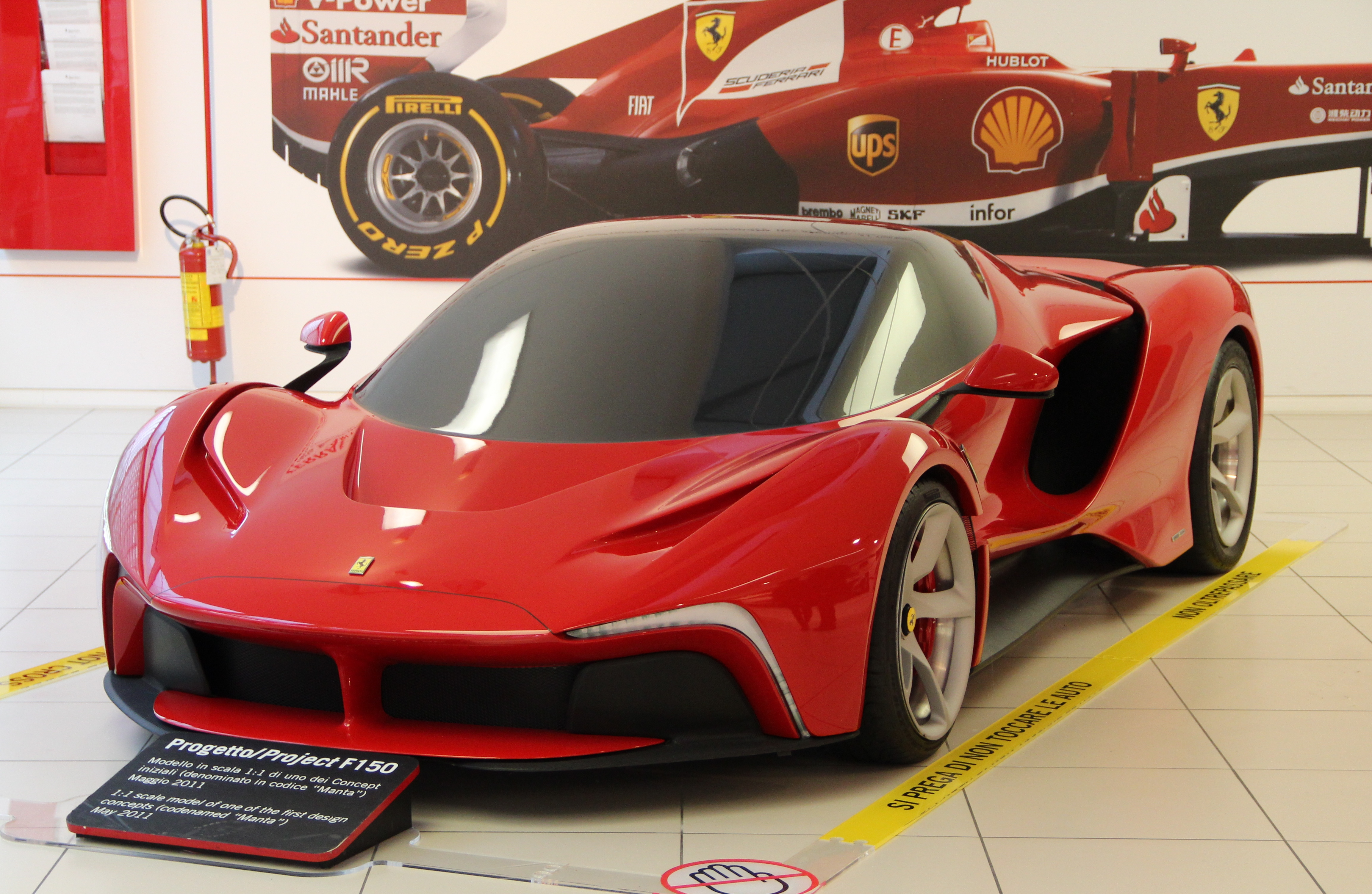
La Ferrari F150 Concept 2 "Manta", uno dei due studi preliminari per l'erede della Enzo presentati a maggio 2011

Presentata ufficialmente il 5 marzo 2013 al salone dell'automobile di Ginevra e contemporaneamente su un sito dedicato, è uno dei primi modelli di serie del Cavallino Rampante a incorporare il sistema HY-KERS, che permette di recuperare energia in frenata e in curva da sfruttare poi per avere più potenza motore, portando su una vettura stradale la tecnologia sviluppata dalla casa di Maranello in Formula 1.
I 499 esemplari sono stati tutti venduti prima della presentazione ufficiale. In seguito è stata annunciata la produzione dell'ultimo esemplare, il numero 500, il cui ricavato della vendita di circa 7 milioni di euro è stato devoluto alle popolazioni colpite dal terremoto del Centro Italia del 2016.
Il nome della vettura fa riferimento al senso di eccellenza che la casa italiana vuole esprimere con questo modello, ed è stato scelto dall'allora presidente della Ferrari, Luca Cordero di Montezemolo: «non è una Ferrari, ma LaFerrari, la summa di tutto quello che è la nostra azienda. Ed è l'antesignana di ciò che nei prossimi cinque o dieci anni trasferiremo sulle nostre vetture del futuro».

## Stile

### Esterni
Nella realizzazione della carrozzeria, il Centro Stile Ferrari diretto da Flavio Manzoni ha cercato di creare delle linee avveniristiche e innovative, ma che al tempo stesso non inficiassero sulla funzionalità di aspetti come l'aerodinamica, la meccanica e la termica della vettura.

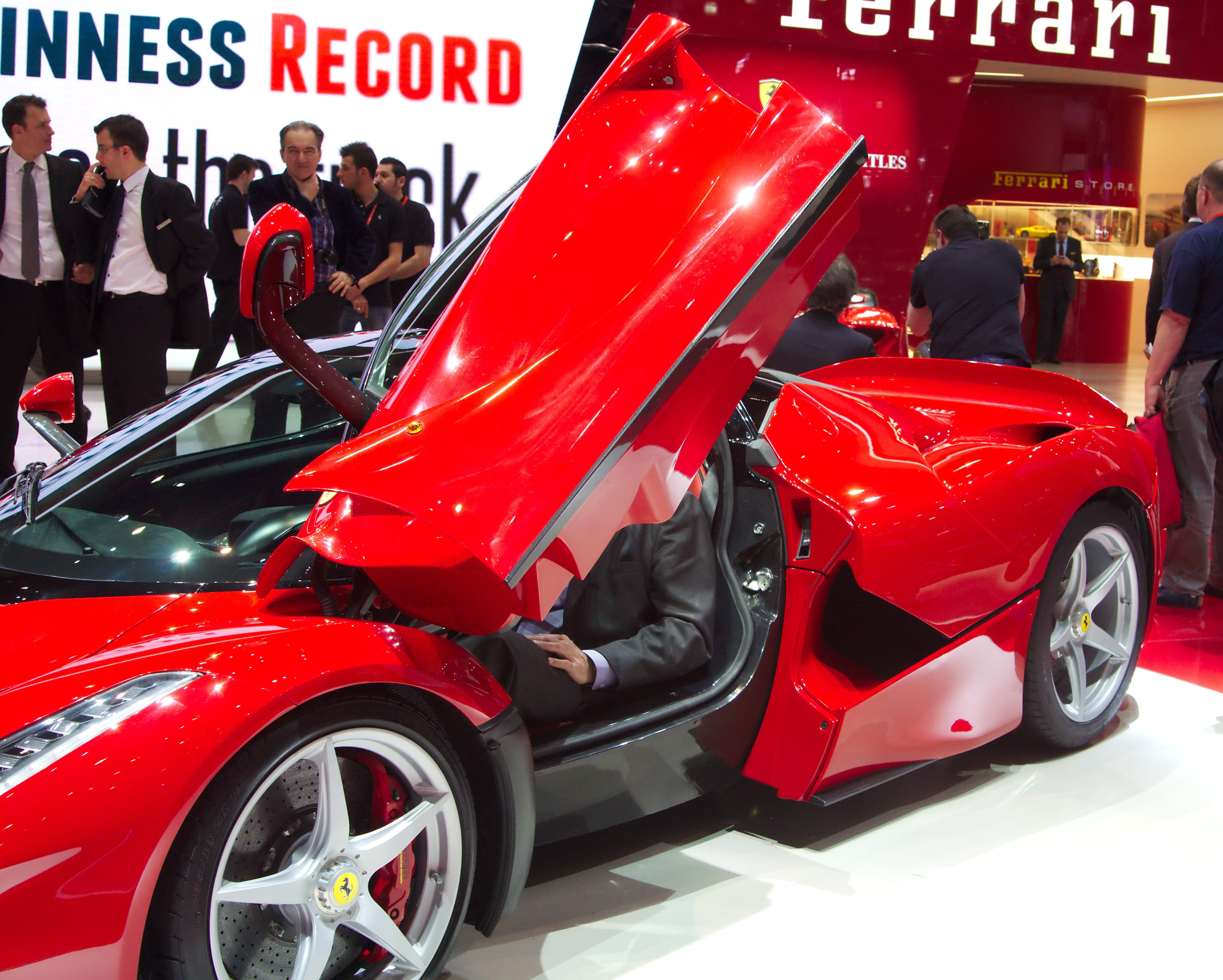
Primo piano del sistema di apertura "a farfalla" delle portiere.

LaFerrari non riprende specificatamente alcuno stilema delle passate fuoriserie di Maranello (ispirandosi solo in parte alle Sport Prototipo del Cavallino di fine anni 1960), ma si limita a citarne dei piccoli particolari; in questo senso va vista la fuga nera che corre tra portiere e parafanghi – già propria della 308 e della F40 – inserita sulla nuova vettura in forma più dinamica. L'abitacolo è il più compatto possibile, in modo da conferirgli un effetto "a goccia". La ricerca sui flussi d'aria ha inoltre permesso di ottenere un'auto che – a differenza delle sue antenate – non avesse alettoni o altre appendici aerodinamiche a vista, integrandoli nelle forme della carrozzeria per ottenere al contempo un design sì complesso, ma anche minimalista.
L'affilato frontale è strutturato in una particolare configurazione "a delta", con un'ala "sospesa" che rappresenta un'estremizzazione della soluzione portata al debutto nel 2012 dalla F12berlinetta. Derivato dall'esperienza in Formula 1 è invece l'alettone anteriore, collegato al piccolo musetto tramite un'unica struttura centrale. Al posteriore spiccano invece il grande diffusore e lo spoiler retrattile.
Il sottoscocca è caratterizzato da tre ali mobili anteriori atte a generare opportunamente deportanza, col fine di equilibrare la vettura in accelerazione, frenata e curva. Tali soluzioni sono presenti anche al posteriore nella zona dell'estrattore e dello spoiler.

### Interni
L'abitacolo della vettura spicca per l'essenzialità e la sportività delle forme, tese a trasmettere l'alto livello prestazionale di questa sportiva. È presente un volante con comandi integrati e levette del cambio fissate direttamente al piantone dello sterzo, soluzione che ne permette il miglior utilizzo in ogni condizione. Il "ponte" che corre tra i due sedili, disegnato come fosse un'ala sospesa, ospita altri strumenti legati al cambio a doppia frizione.
Il posto di guida è fisso, ed è conformato sulla fisionomia dello stesso cliente finale, mentre volante e pedaliera possono essere tarati liberamente a seconda delle esigenze del guidatore; gli allora piloti della Scuderia Ferrari, Fernando Alonso e Felipe Massa, hanno preso parte allo sviluppo di questo specifico ambito.

## LaFerrari Aperta

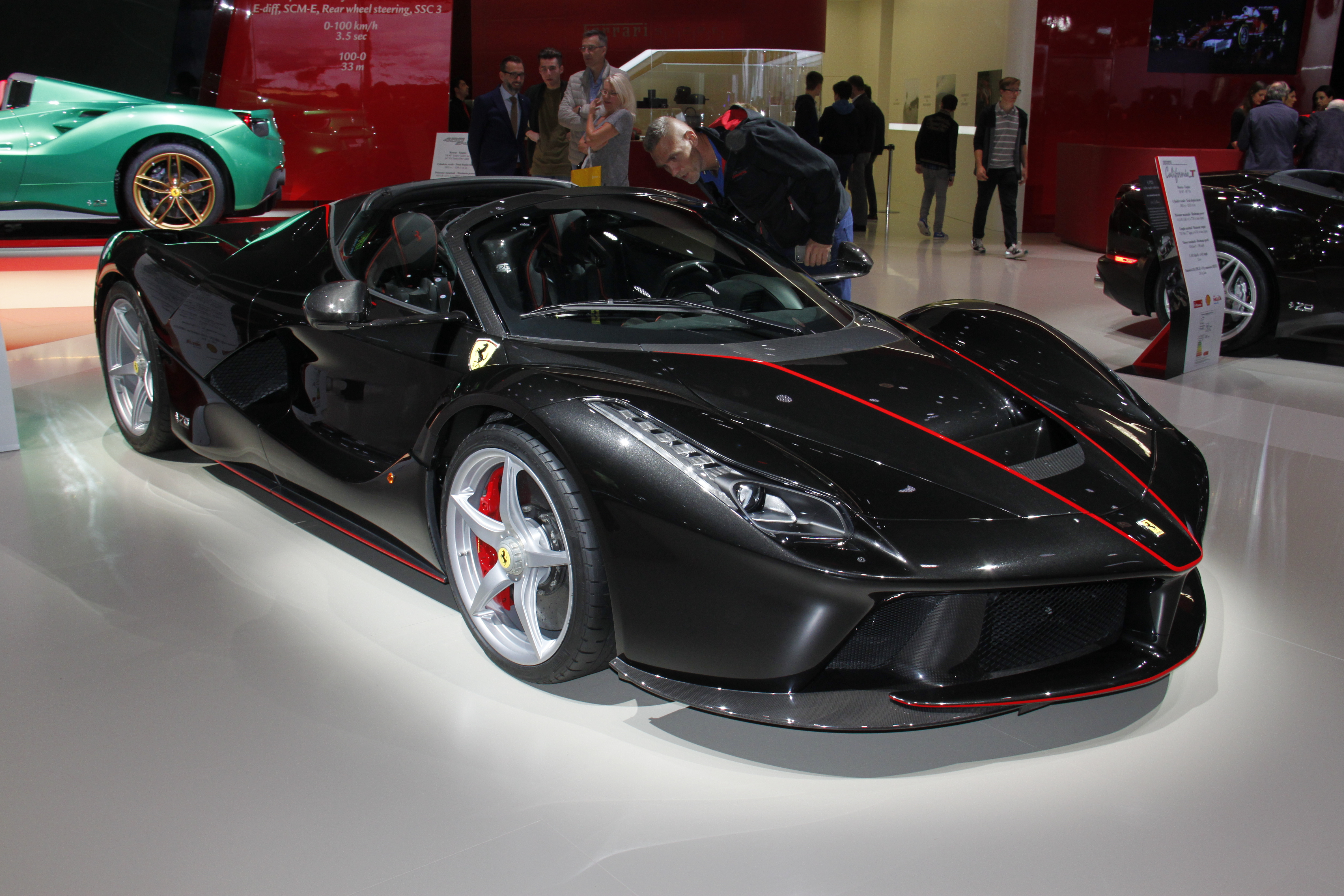
Ferrari LaFerrari Aperta al salone di Parigi 2016

A partire dal luglio 2016, tre mesi prima del suo debutto ufficiale al salone di Parigi del 2016, la Ferrari ha mostrato le prime immagini de LaFerrari Aperta, versione scoperta della Ferrari LaFerrari. La Aperta è stata prodotta, come la versione chiusa, in edizione limitata. Il motore e tutta la meccanica della versione aperta sono in comune alla coupé, da cui differisce per la presenza di un tetto retrattile. Secondo Ferrari, tutte le unità sono già state vendute ai clienti tramite invito.

## Caratteristiche tecniche
La vettura monta una versione del motore F140, un V12 di 65° a ciclo Otto, iniezione diretta e ad alimentazione atmosferica, montato in posizione centrale, di 6262 cm³ erogante 800 CV a 9000 giri/min, 700 N·m di coppia a 6750 giri/min, con rapporto di compressione di 13,5:1; in aggiunta il sistema di recupero di energia HY-KERS, con gli ulteriori 163 CV sviluppati dal relativo propulsore elettrico, porta i valori combinati di potenza e coppia a, rispettivamente, 963 CV e oltre 900 N·m. Grazie allo schema ibrido, i consumi nel misto sono di 14,2 l/100 km (7,2 km/l), riuscendo inoltre a contenere le emissioni di CO2 a 330 g/km.
Telaio e carrozzeria, con un peso di 1255 kg a secco, sono interamente realizzati in quattro diversi tipi di fibra di carbonio e in kevlar, differenziandosi nelle varie aree adattandosi alle esigenze di rigidità e assorbimento degli urti specifiche di ognuna. Il coefficiente di resistenza aerodinamica (Cx) è di 0,299 nella configurazione di minima resistenza all'avanzamento; ma può variare, aumentando, a seconda della configurazione assunta dall'aerodinamica attiva di cui è dotata la vettura. Le sospensioni sono a triangoli sovrapposti all'avantreno e di tipo multilink al retrotreno. I freni sono realizzati in materiale composito carbo-ceramico dalla Brembo, e la potenza alle ruote posteriori viene gestita attraverso un cambio F1 a doppia frizione e 7 marce.
I dati che la casa fornisce riguardo l'accelerazione sono i seguenti: 0-100 km/h in meno di 3 secondi, 0–200 km/h in meno di 7 secondi e 0–300 km/h in 15 secondi; la velocità massima indicata è di oltre 350 km/h. Ciò l'ha resa la Ferrari stradale più prestazionale e veloce mai prodotta sino ad allora.

## Scheda tecnica
| Caratteristiche tecniche - Ferrari LaFerrari                                | Caratteristiche tecniche - Ferrari LaFerrari | Caratteristiche tecniche - Ferrari LaFerrari | Caratteristiche tecniche - Ferrari LaFerrari | Caratteristiche tecniche - Ferrari LaFerrari | Caratteristiche tecniche - Ferrari LaFerrari |
| --------------------------------------------------------------------------- | --- | --- | --- | --- | --- |
|                                                                             | | | | | |
| Configurazione                                                              | | | | | |
| Carrozzeria: coupé                                                          | Carrozzeria: coupé | Posizione motore: posteriore longitudinale | Posizione motore: posteriore longitudinale | Trazione: posteriore | Trazione: posteriore |
| Dimensioni e pesi                                                           | | | | | |
| Ingombri (lungh.×largh.×alt. in mm): 4 702 × 1 992 × 1 116                  | Ingombri (lungh.×largh.×alt. in mm): 4 702 × 1 992 × 1 116                                                                                              | Ingombri (lungh.×largh.×alt. in mm): 4 702 × 1 992 × 1 116                                                                                              | Ingombri (lungh.×largh.×alt. in mm): 4 702 × 1 992 × 1 116                                                                                              | Diametro minimo sterzata: | Diametro minimo sterzata: |
| Posti totali: 2                                                             | Posti totali: 2 | Bagagliaio: | Bagagliaio: | Serbatoio: | Serbatoio: |
| Meccanica                                                                   | | | | | |
| Tipo motore: 12 cilindri a V da 65 gradi - Rapporto di compressione: 13,5:1 | Tipo motore: 12 cilindri a V da 65 gradi - Rapporto di compressione: 13,5:1                                                                             | Tipo motore: 12 cilindri a V da 65 gradi - Rapporto di compressione: 13,5:1                                                                             | Cilindrata: (alesaggio × corsa: 94 mm × 75,2 mm); 6262 cm³                                                                                              | Cilindrata: (alesaggio × corsa: 94 mm × 75,2 mm); 6262 cm³                                                                                              | Cilindrata: (alesaggio × corsa: 94 mm × 75,2 mm); 6262 cm³                                                                                              |
| Distribuzione: Bialbero a camme in testa, 4 valvole per cilindro            | Distribuzione: Bialbero a camme in testa, 4 valvole per cilindro                                                                                        | Distribuzione: Bialbero a camme in testa, 4 valvole per cilindro                                                                                        | Alimentazione: benzina, iniezione diretta | Alimentazione: benzina, iniezione diretta | Alimentazione: benzina, iniezione diretta |
| Prestazioni motore                                                          | Potenza: 963 CV (708 kW) in totale: 800 CV a 9000 giri/min (potenza specifica: 128 CV/litro); HY-KERS da 163 CV. / Coppia: oltre900 N⋅m a 6750 giri/min | Potenza: 963 CV (708 kW) in totale: 800 CV a 9000 giri/min (potenza specifica: 128 CV/litro); HY-KERS da 163 CV. / Coppia: oltre900 N⋅m a 6750 giri/min | Potenza: 963 CV (708 kW) in totale: 800 CV a 9000 giri/min (potenza specifica: 128 CV/litro); HY-KERS da 163 CV. / Coppia: oltre900 N⋅m a 6750 giri/min | Potenza: 963 CV (708 kW) in totale: 800 CV a 9000 giri/min (potenza specifica: 128 CV/litro); HY-KERS da 163 CV. / Coppia: oltre900 N⋅m a 6750 giri/min | Potenza: 963 CV (708 kW) in totale: 800 CV a 9000 giri/min (potenza specifica: 128 CV/litro); HY-KERS da 163 CV. / Coppia: oltre900 N⋅m a 6750 giri/min |
| Frizione: doppio disco                                                      | Frizione: doppio disco | Frizione: doppio disco | Cambio: 7 marce di tipo F1 con comandi al volante. | Cambio: 7 marce di tipo F1 con comandi al volante. | Cambio: 7 marce di tipo F1 con comandi al volante. |
| Telaio                                                                      | | | | | |
| Corpo vettura                                                               | in fibra di carbonio e kevlar | in fibra di carbonio e kevlar | in fibra di carbonio e kevlar | in fibra di carbonio e kevlar | in fibra di carbonio e kevlar |
| Sospensioni                                                                 | anteriori: a triangoli sovrapposti / posteriori: multilink                                                                                              | anteriori: a triangoli sovrapposti / posteriori: multilink                                                                                              | anteriori: a triangoli sovrapposti / posteriori: multilink                                                                                              | anteriori: a triangoli sovrapposti / posteriori: multilink                                                                                              | anteriori: a triangoli sovrapposti / posteriori: multilink                                                                                              |
| Freni                                                                       | anteriori: a disco in carboceramica Brembo 398 mm × 223 mm × 36 mm / posteriori: a disco in carboceramica Brembo 380 mm × 253 mm × 34 mm                | anteriori: a disco in carboceramica Brembo 398 mm × 223 mm × 36 mm / posteriori: a disco in carboceramica Brembo 380 mm × 253 mm × 34 mm                | anteriori: a disco in carboceramica Brembo 398 mm × 223 mm × 36 mm / posteriori: a disco in carboceramica Brembo 380 mm × 253 mm × 34 mm                | anteriori: a disco in carboceramica Brembo 398 mm × 223 mm × 36 mm / posteriori: a disco in carboceramica Brembo 380 mm × 253 mm × 34 mm                | anteriori: a disco in carboceramica Brembo 398 mm × 223 mm × 36 mm / posteriori: a disco in carboceramica Brembo 380 mm × 253 mm × 34 mm                |
| Pneumatici                                                                  | anteriori Pirelli PZero 265/30 - 19, posteriori Pirelli PZero 345/30 - 20                                                                               | anteriori Pirelli PZero 265/30 - 19, posteriori Pirelli PZero 345/30 - 20                                                                               | anteriori Pirelli PZero 265/30 - 19, posteriori Pirelli PZero 345/30 - 20                                                                               | anteriori Pirelli PZero 265/30 - 19, posteriori Pirelli PZero 345/30 - 20                                                                               | anteriori Pirelli PZero 265/30 - 19, posteriori Pirelli PZero 345/30 - 20                                                                               |
| Prestazioni dichiarate                                                      | | | | | |
| Velocità: >350 km/h                                                         | Velocità: >350 km/h | Velocità: >350 km/h | Accelerazione: 0-100 km/h: <3 sec, 0-200 km/h: 6,9 sec, 0-300 km/h: 15 sec                                                                              | Accelerazione: 0-100 km/h: <3 sec, 0-200 km/h: 6,9 sec, 0-300 km/h: 15 sec                                                                              | Accelerazione: 0-100 km/h: <3 sec, 0-200 km/h: 6,9 sec, 0-300 km/h: 15 sec                                                                              |
| Omologazione: euro 6.2                                                      | Omologazione: euro 6.2 | Omologazione: euro 6.2 | Emissioni CO2: 330 g/km | Emissioni CO2: 330 g/km | Emissioni CO2: 330 g/km |
| Altro                                                                       | | | | | |
| Deportanza                                                                  | | | | | |
| Fonte dei dati: scheda tecnica su Laferrari.com                             | | | | | |